# Continentalpalatset
Continentalpalatset är en byggnad i centrala Helsingborg, belägen vid Järnvägsgatan snett mittemot Helsingborgs centralstation och synlig från Inre hamnen. Sitt namn har byggnaden fått av att Hotel Continental var inhyst i byggnaden mellan 1884 och 2004. 

## Arkitektur
Byggnaden sträcker sig över hela kvarteret Svea, från Möllegränden i söder till Södra Kyrkogatan i norr. Den är uppförd i barockinspirerad nyrennäsans och täckt i ljusgul puts. Den fyra våningar höga fasaden mot hamnen i väster är sammanhållet spegelsymmetrisk med hörntorn, inredd vind och markerad mittdel med attika och upphöjt mansardtak där taklisten kröns av en skulpturgrupp bestående av Moder Svea, flankerad av de antika gudarna Mercurius och Neptunus. Skulpturen är utförd av dansken Johannes Mølgaard. Byggnadens långsträckta fasad har givits en horisontell betoning genom kraftiga gesimser och bandrusticering i de tre nedersta våningarna. I de två mellersta våningarna förhöjs den horisontella känslan ytterligare genom fönstrens kornischer och solbänkar. För att betona sockelvåningen har bandrusticeringen här gjorts i högrelief som längre ner övergår i rustik kvaderstensimitation. Fönster och dörrnischer har i sockelvåningen till största delen rundbågiga valv. Den översta våningen skiljer sig från de övriga genom en mer vertikal orientering, vilket betonas pilastrar mellan dess fönster. Här övergår dessutom fönsteröppningarna till att åter vara rundbågiga. Förutom det kraftigt markerade mittpartiet har varje flygel även var sin mittaxel, som accentueras genom en svagt utskjutande portal i bottenvåningen och balkonger på tredje och fjärde våningarna. Detta ses bäst i den norra flygeln, då den södra flygeln bottenvåning är förändrad. Byggnadens baksida har ett mer splittrat utseende och betydligt mindre ornamentik.

## Historik
Hela komplexet uppfördes i tre etapper mellan 1868 och 1884. Vid alla tre etapperna var Mauritz Frohm arkitekt och konsul Carl Gustaf Stewénius byggherre. Den första delen byggdes i kvarterets norra hörn och var en mer blygsam trevåningsbyggnad i nyrenässans. När sedan det mycket monumentala mittenpartiet uppfördes 1882–83 anpassades den äldre delen till dess utseende. Hela komplexet fullbordades mot Järnvägsgatan 1883–84 genom den södra delens uppförande. I denna del kom Hotel Continental att vara inhyst från och med dess färdigställande. Hotellet bytte dock 1944 namn till Astoria och ännu något senare till Baldakinen och även Adam & Eva under en period, för att till slut återgå till att heta Continental fram till att det lades ner 2004. Vid sitt fullbordande var komplexet Helsingborgs största byggnadsverk, något som inte ändrades förrän Helsingborgs rådhus stod färdigt år 1897. Förutom att inhysa hotell och bostäder fick byggnaden även en funktion av samlingsplats för olika delar av stadens befolkning. Lokaler i byggnaden användes till exempel som festsalar, biljardrum, restauranger och bibliotek. På 1920-talet genomfördes en ombyggnad av en gammal magasinsbyggnad på byggnadens baksida. Denna anpassades till resten av byggnaden genom att den byggdes på med fyra våningar. Vid samma tid slogs de två våningarna i byggnadens sockel ihop till en. Senare har baksidan till stor del förenklats genom att en del putsornamentik rensats bort.
Byggnaden är numera uppdelad i två hus som båda inhyser kontor på ovanvåningarna och butiker eller servering i bottenvåningen. År 2006 renoverades den södra byggnadens bottenplan för att mer passa in i husets ursprungliga stil efter viss förvanskning under 1970-talet.

## Kulturhistorisk klassificering
I Helsingborgs stads bevarandeprogram för stadskärnan från 2002 klassas byggnaden till största delen som "särskilt värdefull bebyggelse" enligt dåvarande Plan- och bygglagen (3:12§). Undantaget är en del av byggnadens baksida, Södra Strandgatan 4 och 6, som endast klassas som "bebyggelse av kompletterande värde" – den lägre formen av klassificering. Detta beror på de senare ombyggnaderna och förenklingarna av dessa delar.